# Moscheea Sfântă din Mecca
Moscheea Sfântă din Mecca sau Masjid al-Haram (în arabă المسجد الحرام) este cea mai importantă moschee din Mecca, Arabia Saudită; precum și cel mai sfânt loc al islamului. În mijlocul moscheii se află altarul Kaaba. Masjid al-Haram este cea mai mare moschee din lume. Moscheea Masjid Al-Haram este amplasată aici și este prima moschee zidită pentru oamenii acestei lumi, așa cum este spus în Coran:
Cea dintâi casă de rugăciune a fost așezată  pentru oameni la Bakka (Mecca), drept binecuvântare și călăuzitoare a lumilor.(Surat Al-Imran:96)

## Istorie
Mecca, locul nașterii profetului Muhammad, este considerat leaganul islamului. Toți musulmanii din lume își îndreaptă fața spre Ka'ba atunci când se roagă. Direcția către Ka'ba numita qibla, este marcată în orice moschee printr-o nișă aflată în peretele opus ușii de la intrare, numit și peretele qibleii, către care stau cu fața toți cei prezenți. Ka'ba (în arabă înseamnă cub este un monument de formă aproape cubică, de 15 înălțime și aproape 12 m lățime și a fost ridicat de către Avraam (Ibrahim) și fiul său Ismail la porunca lui Dumnezeu (Allah).
Marea Moschee a fost construită din ordinul califul Omar (634-644), dintr-o necesitate. Așa cum Yaqut Al-Hamawi spunea: „Primul care a ridicat un zid în jurul Ka'bei a fost Omar; nu era niciun zid în jurul ei, în vremea Profetului. Zidul a fost ridicat pentru că oamenii își construiau casele lor prea aproape de Ka'ba, lăsând spațiu prea puțin pentru oameni, în jurul ei. Omar spunea: «Ka'aba este Casa lui Allah și o casă are nevoie de curte. Voi ați invadat teritoriul ei, nu ea a invadat teritoriul vostru.» Astfel încât el a cumpărat acele case, le-a dărâmat și a adăugat acel spațiu la cel din jurul Ka'abei”.  
O renovare și remodelare la scară mare a fost întreprinsă în 1564 în timpul domniei sultanului otoman Soliman I (Magnificul), care a reconstruit minaretele și a înlocuit acoperișurile din lemn cu arcade de piatra cu cupole. Masjid al-Haram a fost extinsă și îmbunătățita în mod semnificativ în primele secole ale islamului, pentru a primi numărul tot mai mare de musulmani care fie trăiau în zonă, fie veneau în pelerinaj la Mecca. Actuala formă a moscheii, a fost dată în anul 1577 în timpul domniei sultanului otoman Selim al-II-lea (fiul lui Soliman I). Următoarea reconstruire majora a moscheii a avut loc în secolul 20, moscheea din Mecca devenind cea mai mare din lume. 
De la „pelerinajul de adio” al profetului Muhammad, in anul 630, Mecca a devenit o localitate interzisa persoanelor care nu aparțin credinței musulmane. Pelerinii au o viză specială care atestă apartenența lor la religia islamică. Pe drumurile care duc spre Mecca sunt numeroase puncte de control menite să-i depisteze pe eventualii intruși.

## Pelerinajul

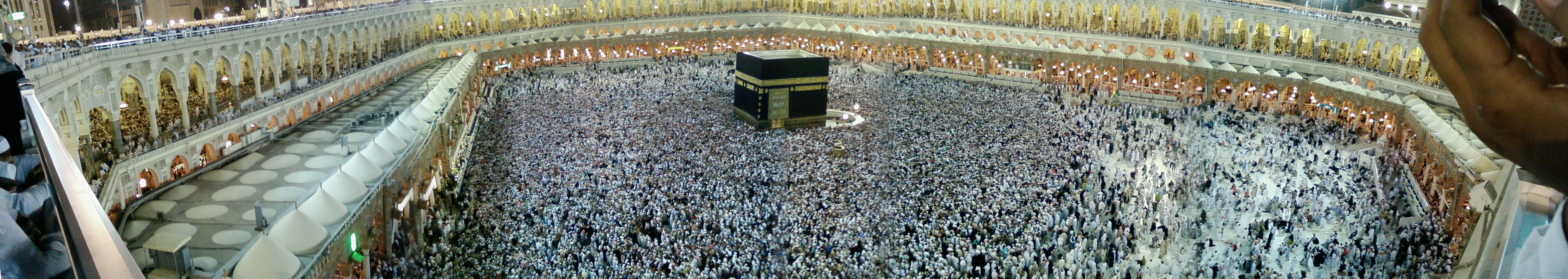
Masjid al-Haram în perioada pelerinajului Hajj, 2007

Pelerinajul la Mecca (hajj) este inclus în comportamentul obligatoriu al oricărui musulman (fard), conform Shariei. Astfel că toți musulmanii care își permit, trebuie să participe măcar o dată în viață la această procesiune care se desfășoară în fiecare an în ultima lună a calendarului islamic. Peste 15 milioane de musulmani vin în pelerinaj aici în fiecare an. 
Spre deosebire de cele mai multe moschei în care bărbații și femeile se roagă separat, la Masjid al-Haram toți oamenii se roagă împreună. Pelerinii stau toți în curte pentru ritualul tawaf care constă în înconjurarea Kaabei de 7 ori, în sensul contrar acelor de ceasornic. În această curte se mai află două monumente sacre: piatra lui Ibrahim (în arabă: maqām Ibrāhīm), o piatră asociată în Islam cu descrierea coranică a reconstrucției Ka'bei de către Ibrahim și Ismael și sfântul izvor Zamzam. În imediata apropiere se află două dealuri între care pelerinii trebuie să alerge sau să meargă, conform ritualului cunoscut sub numele de saʿy.

## Structură
Astăzi, structura moscheii acoperă o suprafață de aproximativ 356.800 de metri pătrați care include atât spațiile de rugăciune interioare și exterioare și poate găzdui până la 4 milioane de pelerini în timpul hajj-ului, una din cele mai mari adunări anuale de oameni din lume. Arhitectura otomană cuprinde 9 minarete a căror înălțime este de aproximativ  89 de metri.

## Expansiune
In 2011, Masjid Al-Haram a intrat într-un nou proiect de extindere care se va încheia, după estimări, în 2020. Regele Abdullah bin Abdulaziz plănuiește să îi confere o capacitate interioară de 2 milioane de pelerini.  Suprafața moscheii va fi mărită de la cei 356.800 m2 la 400.000 m2. În plus, o nouă poartă va fi construită și îi va purta numele regelui Abdullah, precum și 2 noi minarete se vor alătura celor 9 existente. Costurile proiectului se ridică la aproximativ 10,6 miliarde de dolari. Mataf –ul (zona în care se efectuează înconjurarea Ka'bei) va fi, de asemenea, extins, iar toate spațiile închise vor fi dotate cu aer condiționat.

## Galerie

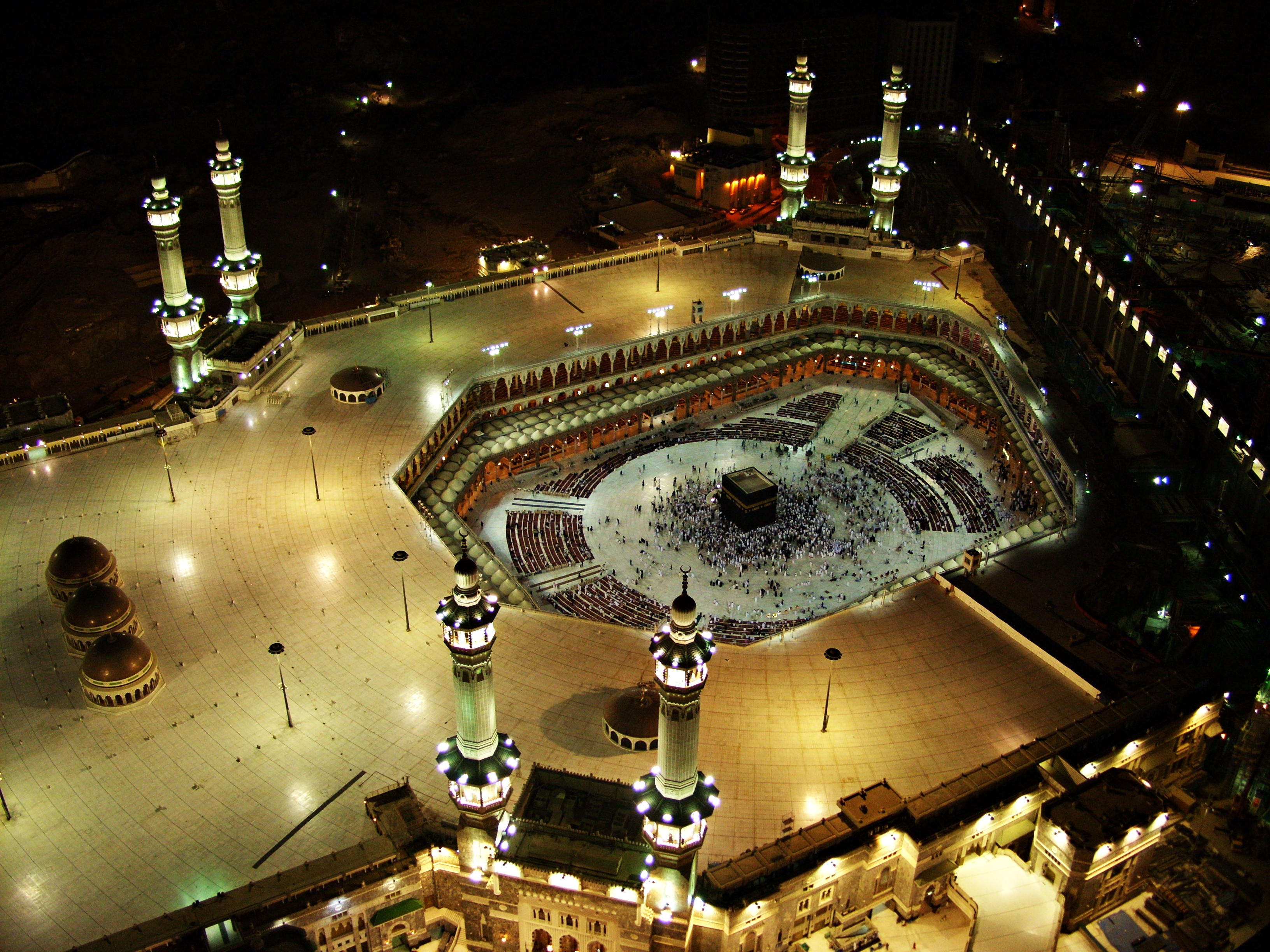
Moscheea noaptea.
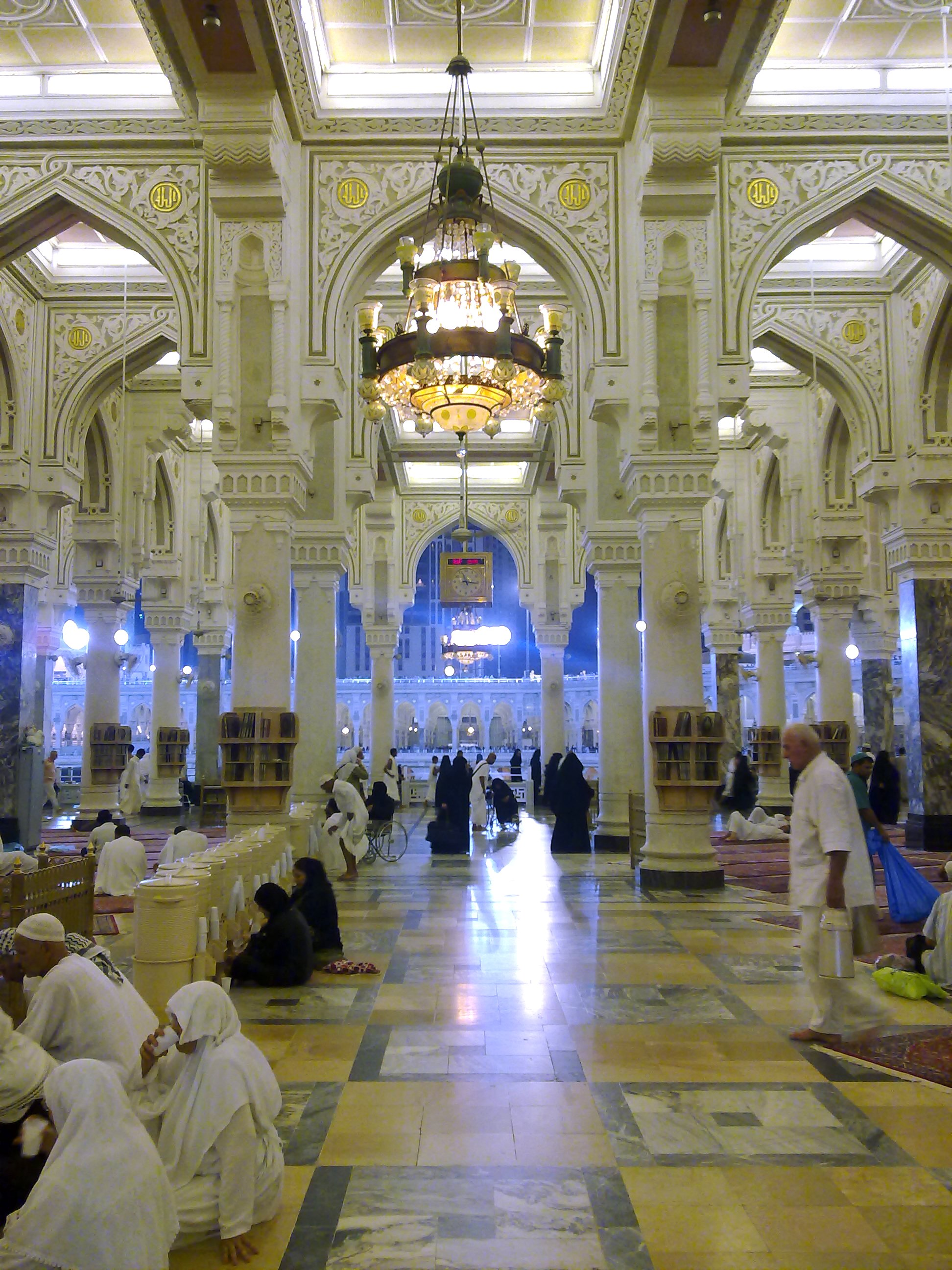
Interiorul moscheii.
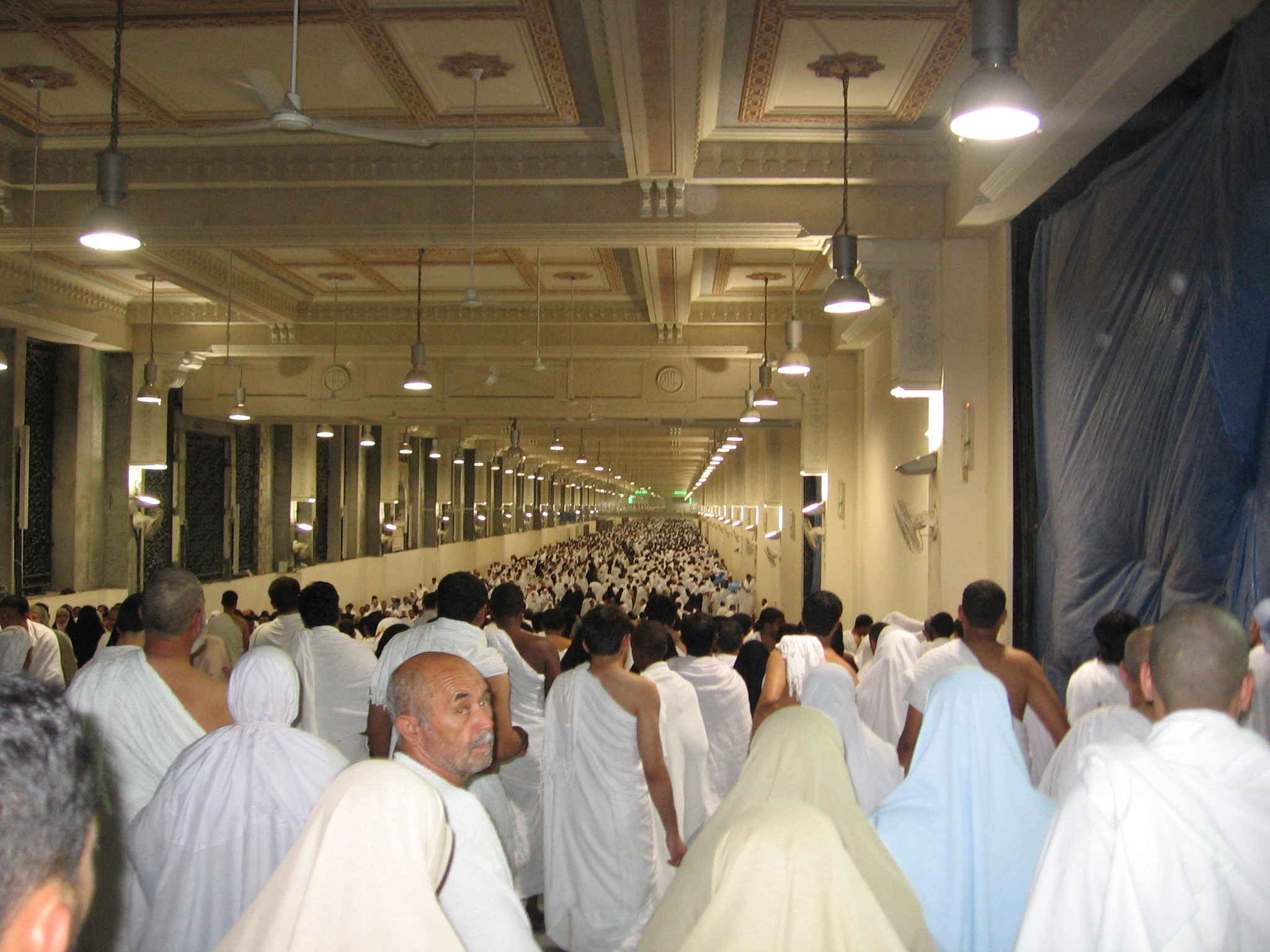
Pelerinii în moschee.
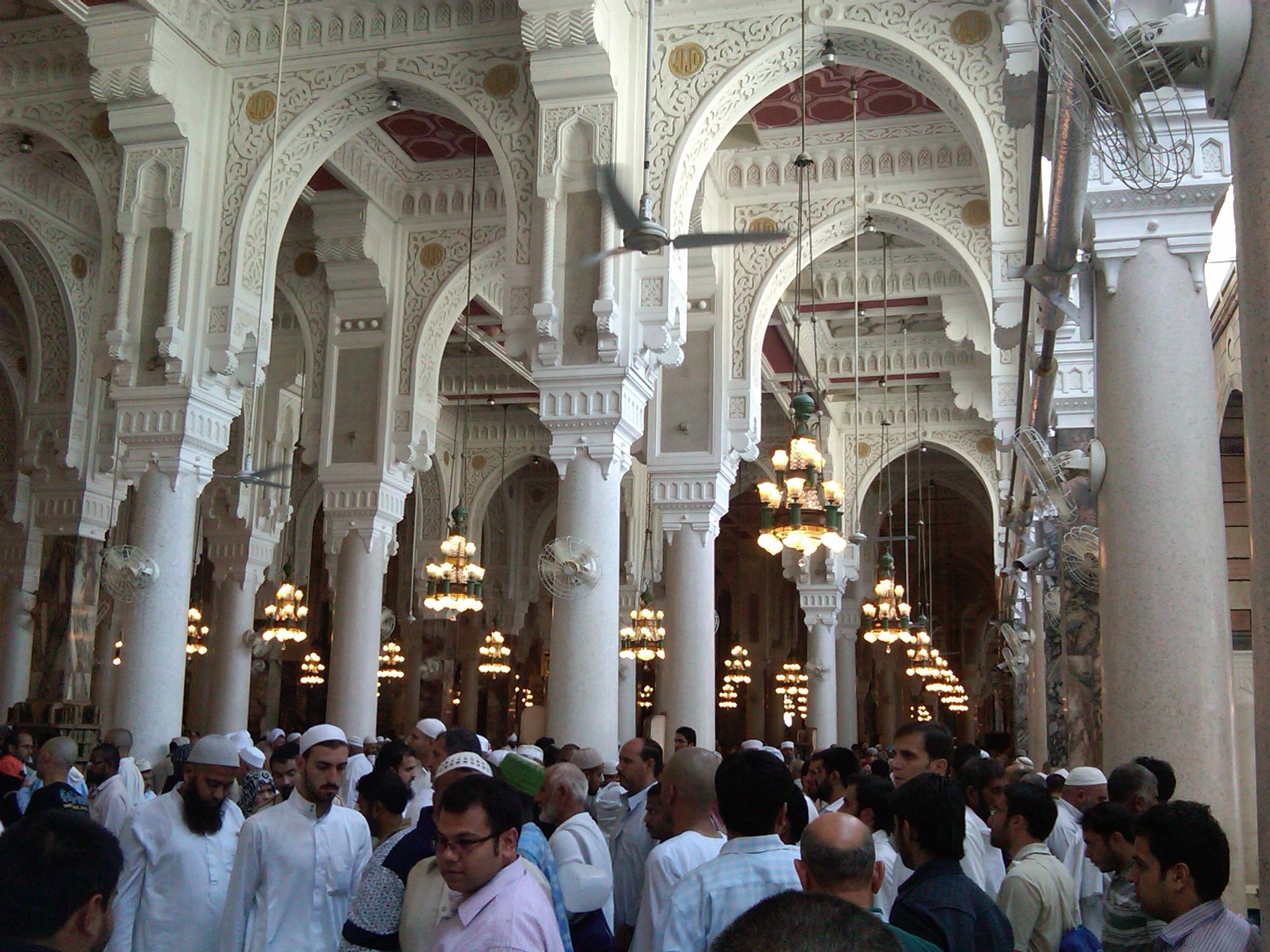
Interior
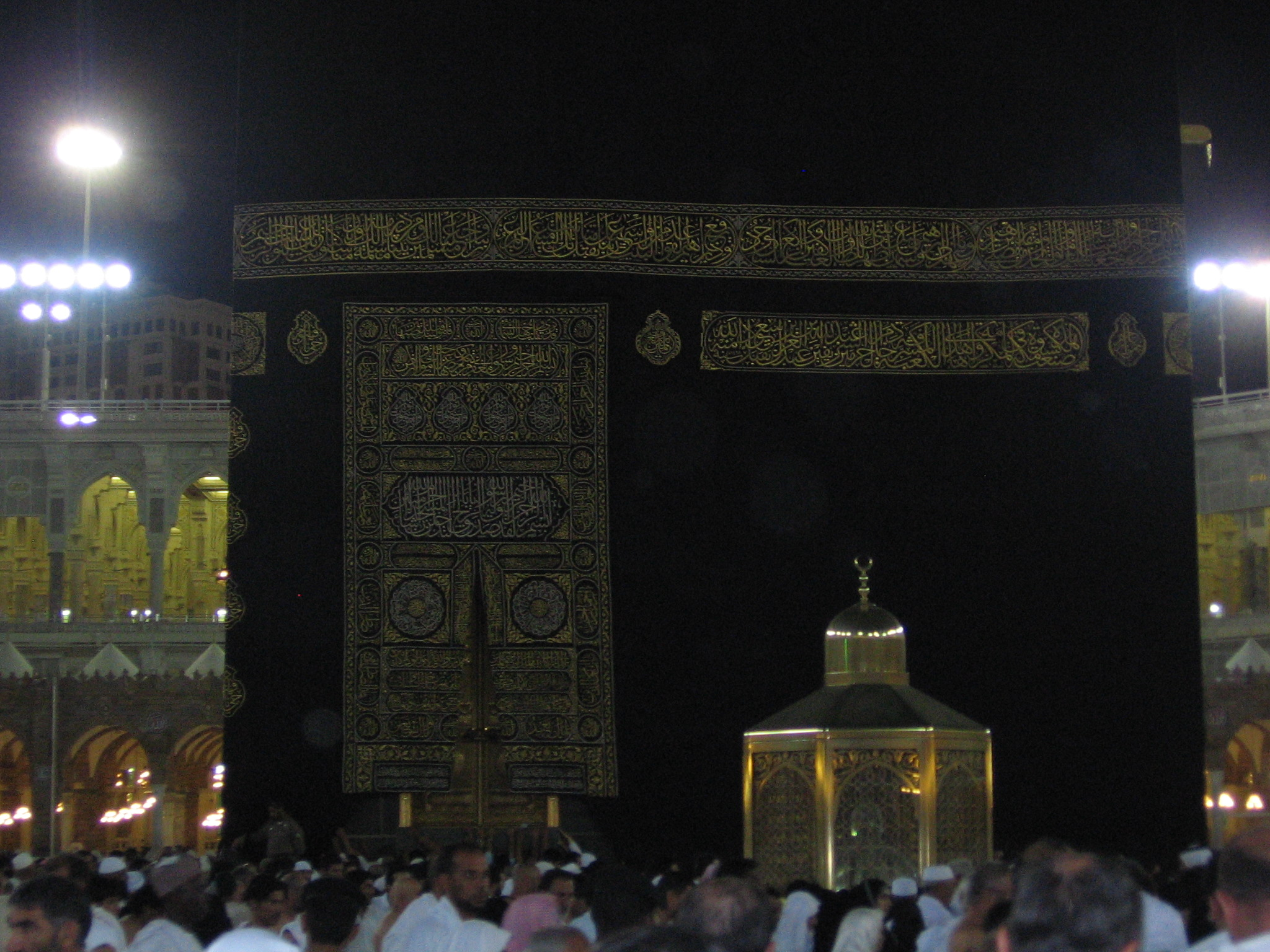
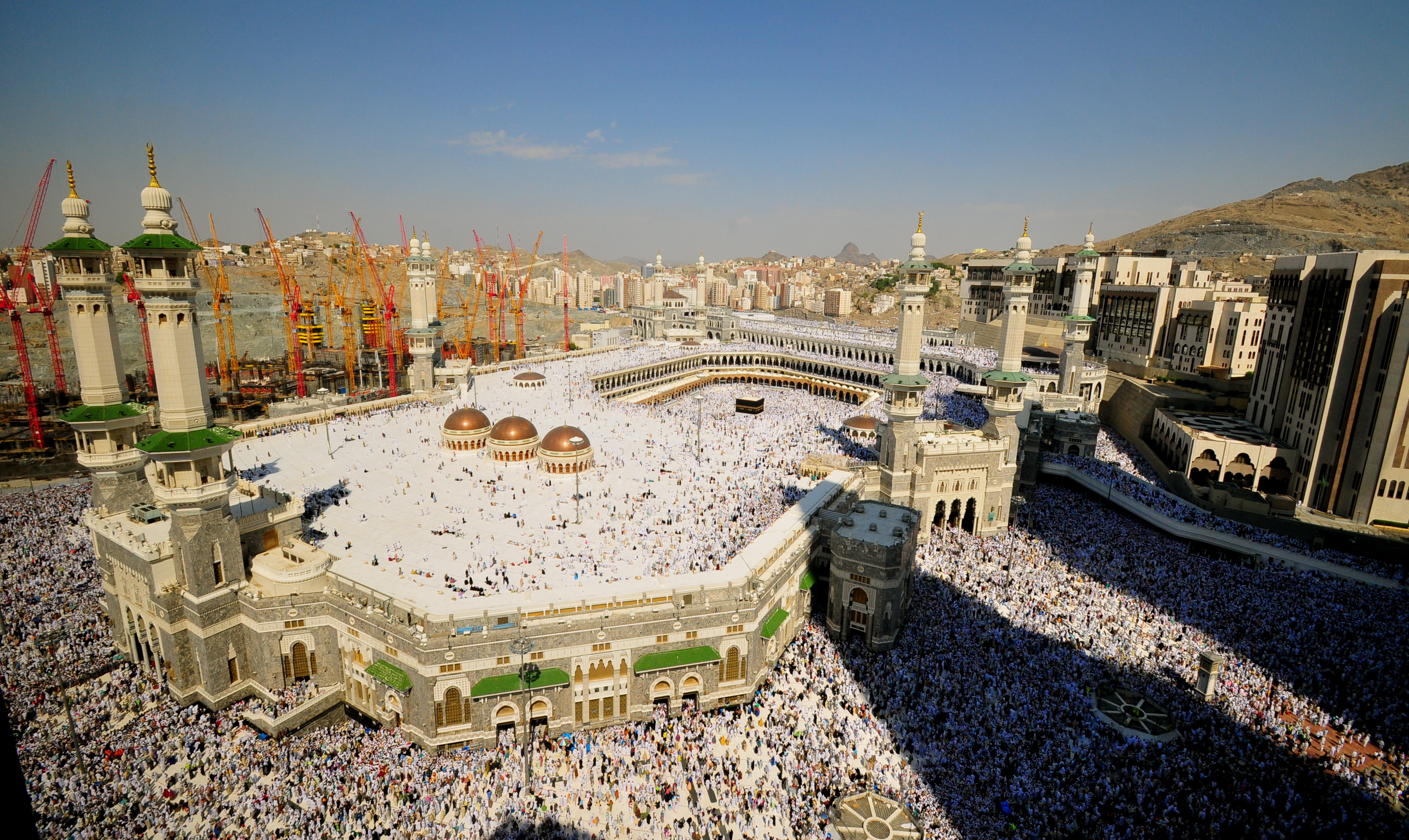
Moscheea în timpul pelerinajului.
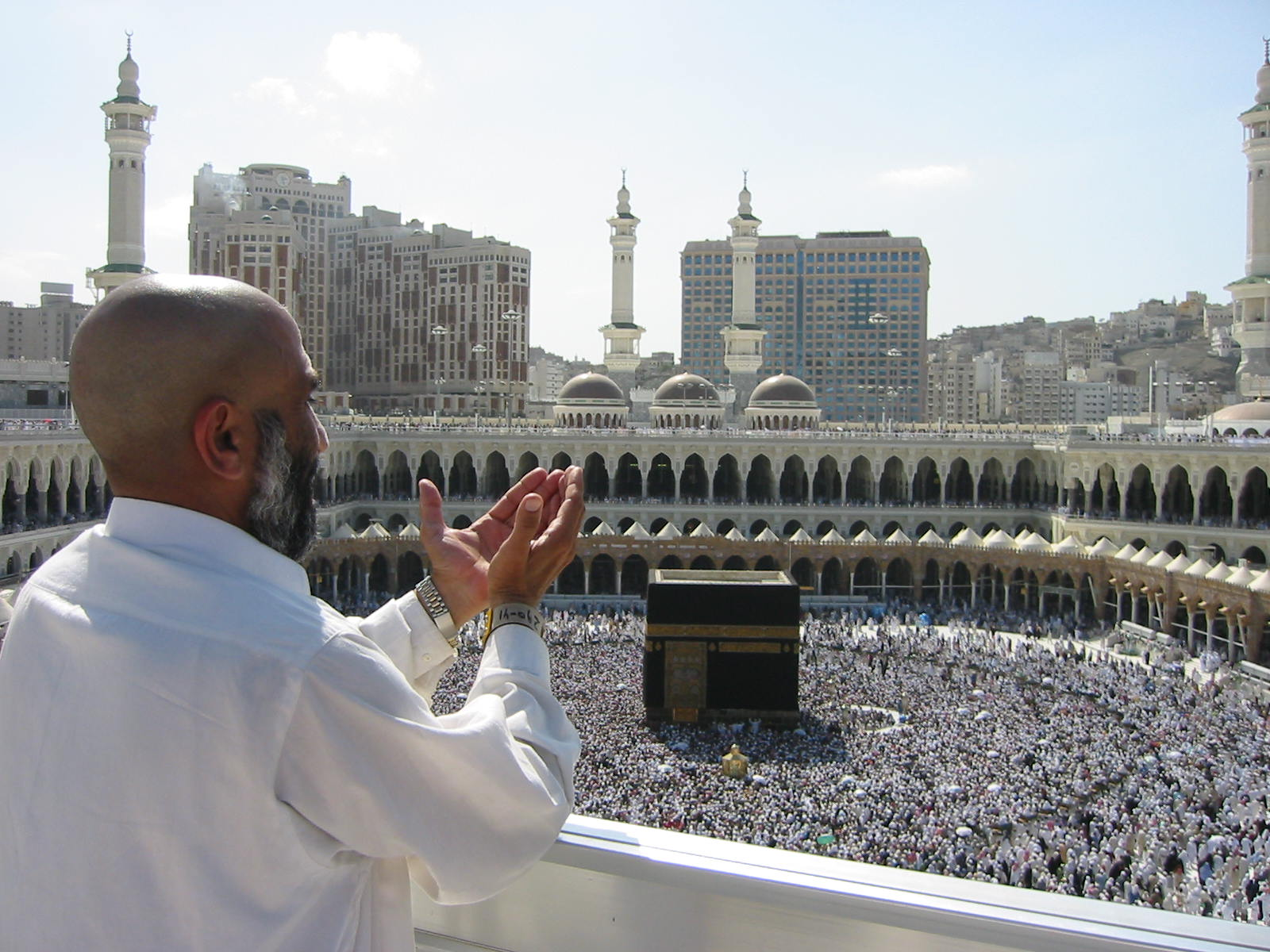
Rugăciunea de vineri
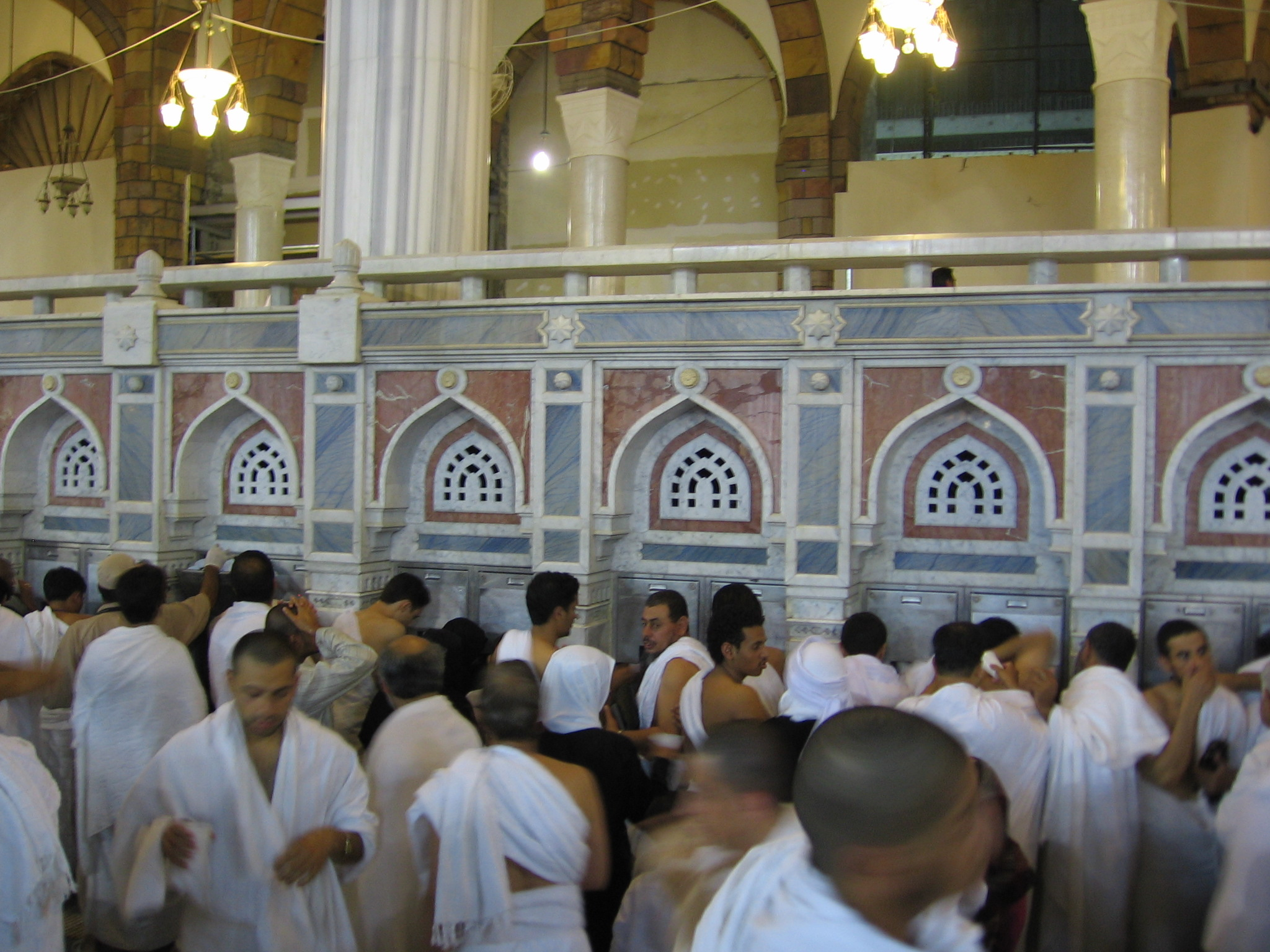
Izvorul Zamzam.
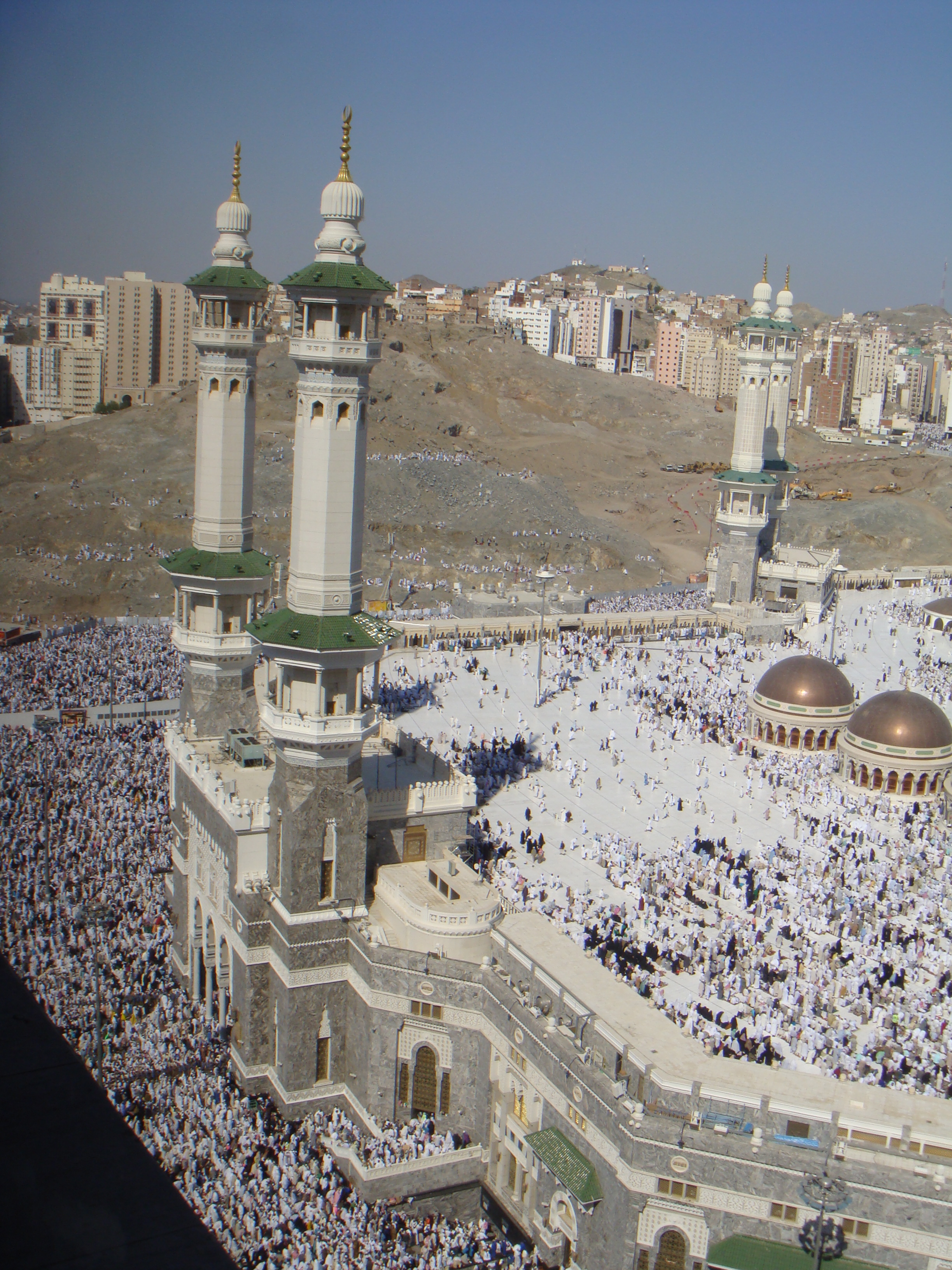
Minaretele ziua.
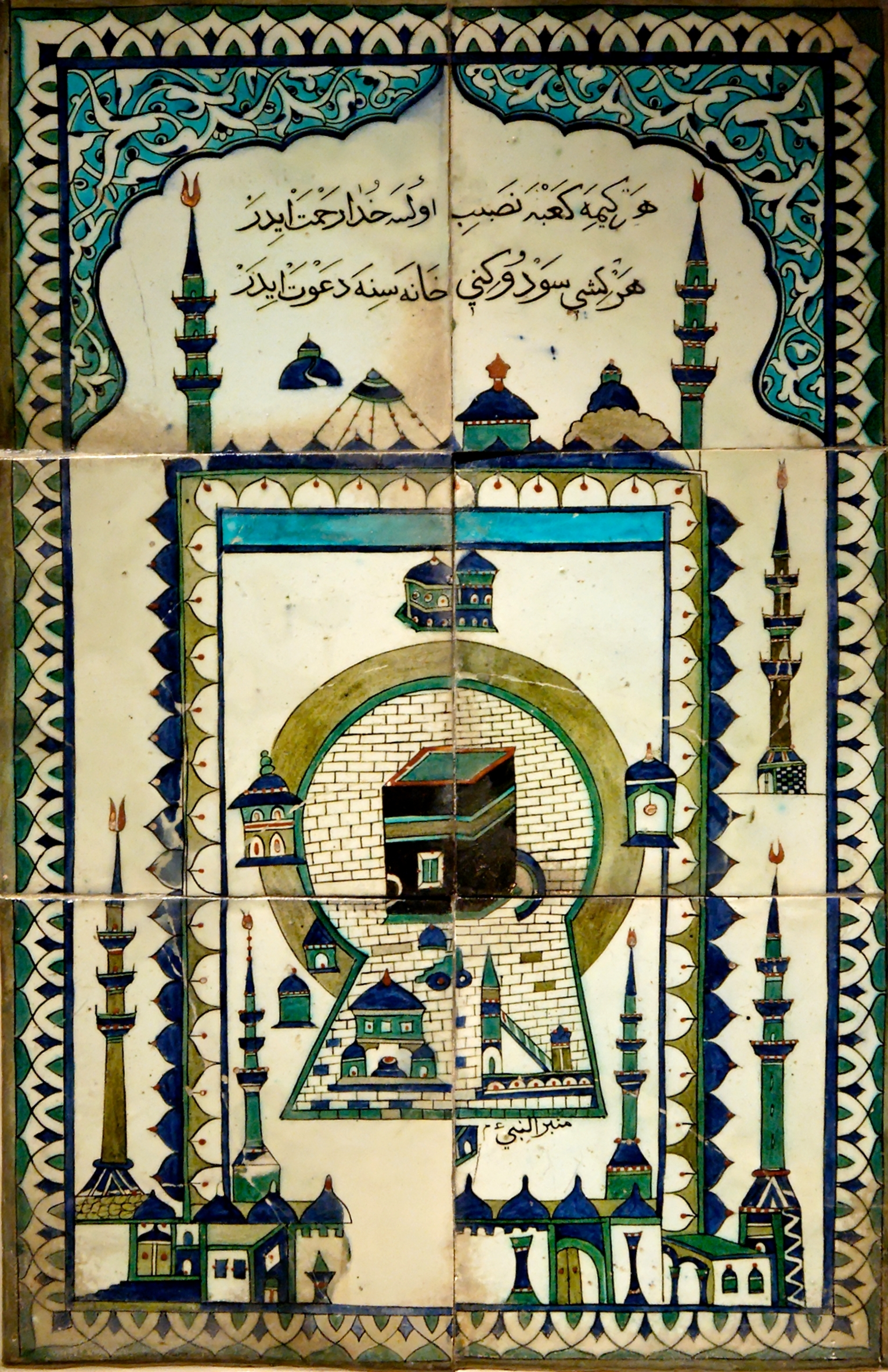
Reprezentare turcească din secolul al VIII-lea.
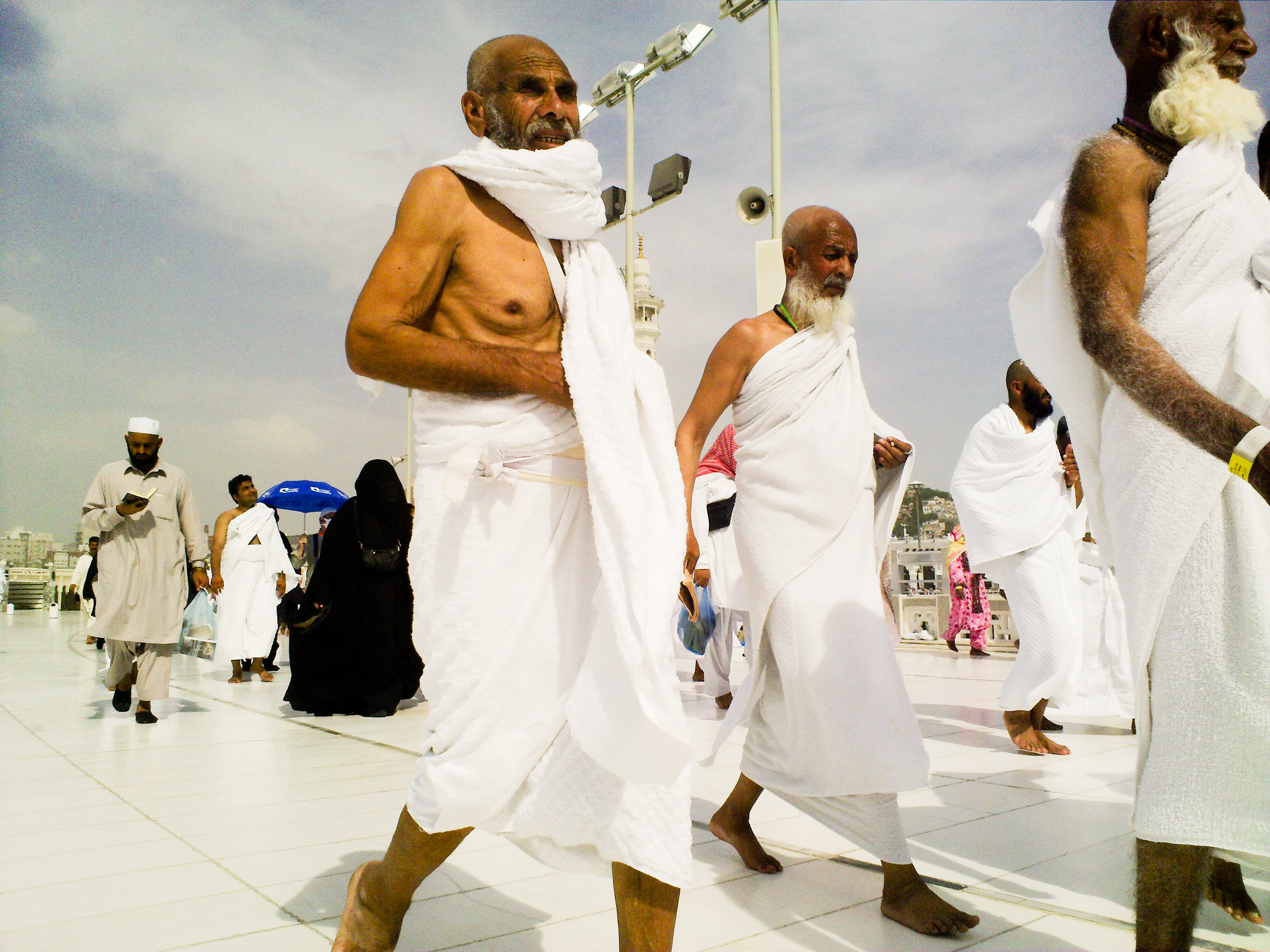
Pelerinii prin Mecca.
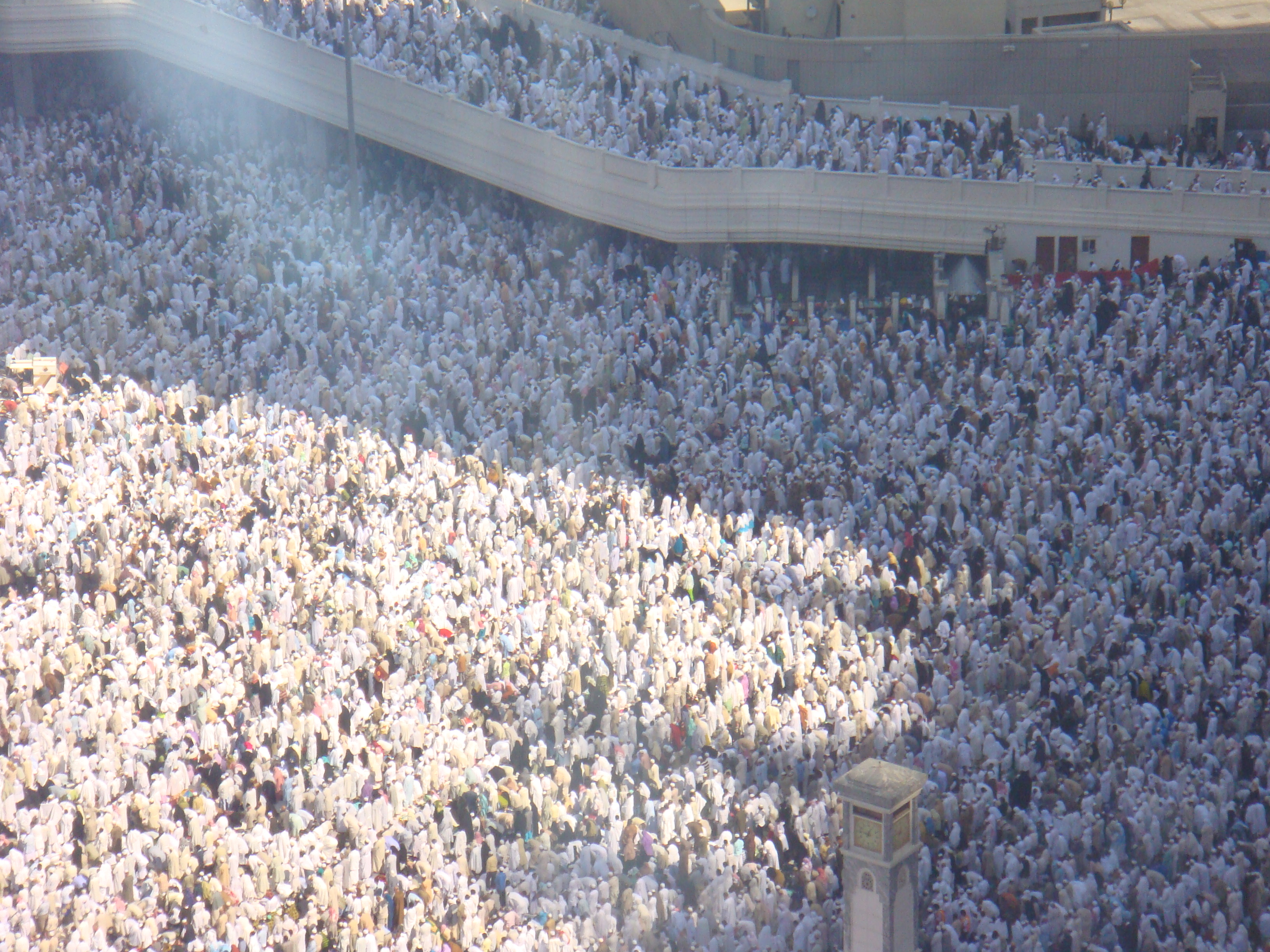
Mulțimea din curtea moscheii.